# Alfredo Faget
Alfredo Eduardo Faget Otazo (Vertientes, 1º luglio 1923 – Guaynabo, 18 luglio 2003) è stato un cestista cubano.

## Carriera
Ha disputato sei partite ai Giochi della XIV Olimpiade segnando 15 punti, con un massimo di 5 contro il Perù. Ha partecipato anche ai successivi Giochi della XV Olimpiade, disputando sei partite e segnando 24 punti.